# Luciano De Paola
Luciano De Paola (Crotone, 30 maggio 1961) è un allenatore di calcio ed ex calciatore italiano, di ruolo centrocampista, tecnico del Ciliverghe.

## Caratteristiche tecniche

### Giocatore
Giocava come mediano, con compiti prevalentemente di copertura.

## Carriera

### Giocatore
Cresciuto nelle giovanili del Crotone, con il quale gioca due campionati in Interregionale, si trasferisce nel 1983 al Frosinone in Serie C2 dove resta per due stagioni. Nel 1985 passa al Francavilla, squadra abruzzese che milita in Serie C2 e con la quale ottiene la promozione nella stagione 1986-1987.
Dopo un'annata in Serie C1 sempre nel Francavilla passa nel 1988 al Cagliari, sempre in terza serie, su indicazione dell'allenatore Claudio Ranieri e di Gianni Di Marzio. Con i sardi ottiene la promozione in Serie B e vince la Coppa Italia di Serie C; l'anno dopo resta ancora a Cagliari dove ottiene la promozione in Serie A componendo il centrocampo titolare con Ivo Pulga e Lucio Bernardini. Riconfermato nella massima serie, esordisce in Serie A il 9 settembre 1990 in Cagliari-Inter (0-3).
A seguito di un'espulsione rimediata contro i nerazzurri e a un diverbio con Enzo Francescoli, viene posto fuori rosa dal tecnico Ranieri insieme ai compagni Fabrizio Provitali e Raffaele Paolino, e nella sessione autunnale del calciomercato passa al Brescia, tornando a giocare tra i cadetti. Con le rondinelle ottiene la promozione nella stagione 1991-1992, e resta al Brescia anche in Serie A, retrocedendo a fine campionato nonostante si fosse segnalato tra i migliori mediani della massima serie.
Nel 1993 viene acquistato dalla Lazio per 2,8 miliardi di lire. Con i biancocelesti gioca solo poche partite: il suo arrivo nella capitale venne duramente contestato da parte della tifoseria laziale che non gli perdonò l'essersi presentato a Roma dicendo: «Sono un calciatore comunista».
A novembre torna in Lombardia, stavolta per vestire la maglia dell'Atalanta che milita in Serie A; anche in questo caso rimedia una retrocessione. Nel 1994 si trasferisce al Cosenza, in Serie B.
Resta nella squadra calabrese per due stagioni dove gioca 66 gare con 2 gol all'attivo. Tornato al Brescia con i galloni di capitano, con 32 presenze De Paola, all'età di 36 anni, contribuisce ancora una volta alla promozione delle Rondinelle che chiudono il campionato al primo posto. Resta in maglia azzurra anche nella successiva stagione di Serie A, dove viene limitato da un lungo infortunio; il Brescia chiude al quart'ultimo posto e fa il suo ritorno in Serie B.
Termina la carriera nel Cremapergo in Serie C2 nel 1998-1999, ricoprendo nel finale di stagione il doppio incarico di allenatore e giocatore.
In carriera ha totalizzato complessivamente 66 presenze in Serie A e 192 presenze e 4 reti in Serie B.

### Allenatore
Ritiratosi dal calcio giocato, ha intrapreso la carriera di allenatore guidando per sette stagioni la Primavera del Brescia. Nel campionato 2007-2008 la sua prima esperienza alla guida di una prima squadra, con l'Arezzo, militante in Serie C1, dove viene esonerato a fine ottobre a causa degli scarsi risultati.
Dal 12 gennaio 2009 diventa l'allenatore del Darfo Boario, sostituendo Luca Inversini. Dopo aver raggiunto i playoff nel campionato 2009-2010, nel campionato successivo viene esonerato per contrasti con la dirigenza. Il 13 dicembre 2011 viene ingaggiato dal Seregno, squadra militante in Serie D, in sostituzione di Marco Sgrò. La squadra viene rilevata in una posizione di classifica precaria a rischio retrocessione, ma ottiene la salvezza grazie alla vittoria nel playout contro la Colognese.
Il 1º dicembre 2012 subentra alla guida del Trento, sempre in Serie D. Lascia la squadra al termine della stagione 2012-2013, conclusa dai gialloblu con la retrocessione in Eccellenza a causa del 18º posto (la squadra non viene nemmeno ammessa ai playout, a causa del lungo distacco di 16 punti dal 16º posto).
Il 23 ottobre 2013 assume la guida dell'AlzanoCene, compagine militante nel girone B della Serie D, senza evitare la retrocessione in Eccellenza. Il 5 gennaio 2015 viene ufficializzato come nuovo allenatore del Piacenza, militante in Serie D nel girone D, a fine campionato abbandona l'incarico al Piacenza.
Nell'ottobre 2015 subentra all'esonerato Sergio Zanetti sulla panchina del Lecco, sempre in Serie D, vincendo i play off. A fine stagione, non viene confermato ed è sostituito da Stefano Cuoghi.
L'11 ottobre 2016 diventa il nuovo tecnico del Lumezzane al posto dell'esonerato Antonio Filippini, venendo però a sua volta sostituito il 9 febbraio 2017.
Il 26 settembre torna ad allenare il Lecco, salvo poi rinunciare all'incarico due giorni dopo.
Il 12 dicembre 2017 subentra sulla panchina della Pergolettese, tornando in società a distanza di 18 anni. Chiude la stagione al 4º posto e con la conquista dei playoff del girone, nella finale contro il Darfo Boario. Non avendo trovato un accordo economico con la dirigenza, non viene riconfermato per la stagione successiva e il 9 ottobre 2018 torna sulla panchina del Trento, in Serie D, al posto di Claudio Rastelli. Il 14 gennaio 2019 viene esonerato a sua volta, con la squadra penultima in classifica.
Il 15 ottobre 2019 viene ufficializzato il suo ingaggio al Savona, sempre in Serie D, in sostituzione del dimissionario Alessandro Siciliano.
Il 18 novembre 2020 torna ancora sulla panchina della Pergolettese sostituendo il dimissionario Matteo Contini. Viene esonerato il 13 aprile 2021.
Il 25 novembre 2021 ritorna dopo 5 anni sulla panchina del Lecco, in Serie C, al posto dell'esonerato Mauro Zironelli. Dopo aver terminato il campionato al 6º posto, la squadra lombarda viene eliminata al primo turno dei play-off per mano della Pro Patria (0-2). A metà maggio 2022, la società fa sapere che il contratto in scadenza il 30 giugno seguente, non verrà rinnovato.
Il 4 ottobre 2022 si accorda con il Città di Varese, in Serie D, dove subentra a Gianluca Porro. Viene esonerato il 21 febbraio 2023 e al suo posto la società richiama Porro.
Il 7 dicembre 2023 viene ufficializzato come nuovo allenatore della Tritium, squadra lombarda che occupa il penultimo posto in classifica nel girone B della Serie D. L'8 aprile seguente , con la squadra invischiata in piena zona retrocessione e reduce dalla miseria di 2 punti conquistati nelle ultime 9 gare di campionato, viene sollevato dall'incarico.
Il 3 giugno 2025 il Ciliverghe, squadra che disputerà il torneo lombardo di Eccellenza, lo annuncia come nuovo allenatore della prima squadra a partire dal 1° luglio seguente.

## Statistiche

### Presenze e reti nei club
| Stagione           | Squadra            | Campionato | Campionato | Campionato | Coppe nazionali | Coppe nazionali | Coppe nazionali | Coppe continentali | Coppe continentali | Coppe continentali | Altre coppe | Altre coppe | Altre coppe | Totale | Totale |
| Stagione           | Squadra            | Comp       | Pres       | Reti       | Comp            | Pres            | Reti            | Comp               | Pres               | Reti               | Comp        |             | Reti        | Pres   | Reti   |
| ------------------ | ------------------ | ---------- | ---------- | ---------- | --------------- | --------------- | --------------- | ------------------ | ------------------ | ------------------ | ----------- | ----------- | ----------- | ------ | ------ |
| 1981-1982          | Crotone            | Int.       | 30         | 0          | -               | -               | -               | -                  | -                  | -                  | -           | -           | -           | 30     | 0      |
| 1982-1983          | Crotone            | Int.       | 29         | 0          | -               | -               | -               | -                  | -                  | -                  | -           | -           | -           | 29     | 0      |
| Totale Crotone     | Totale Crotone     |            | 59         | 0          |                 | -               | -               |                    | -                  | -                  |             | -           | -           | 59     | 0      |
| 1983-1984          | Frosinone          | C2         | 33         | 0          |                 | ?               | ?               |                    |                    |                    |             |             |             |        |        |
| 1984-1985          | Frosinone          | C2         | 31         | 0          |                 | ?               | ?               |                    |                    |                    |             |             |             |        |        |
| Totale Frosinone   | Totale Frosinone   |            | 64         | 0          |                 |                 |                 |                    |                    |                    |             |             |             |        |        |
| 1985-1986          | Francavilla        | C2         | 27         | 0          |                 | ?               | ?               |                    |                    |                    |             |             |             |        |        |
| 1986-1987          | Francavilla        | C2         | 25         | 0          |                 | ?               | ?               |                    |                    |                    |             |             |             |        |        |
| 1987-1988          | Francavilla        | C1         | 30         | 1          |                 | ?               | ?               |                    |                    |                    |             |             |             |        |        |
| Totale Francavilla | Totale Francavilla |            | 82         | 1          |                 |                 |                 |                    |                    |                    |             |             |             |        |        |
| 1988-1989          | Cagliari           | C1         | 34         | 2          |                 | ?               | ?               |                    |                    |                    |             |             |             |        |        |
| 1989-1990          | Cagliari           | B          | 34         | 0          |                 | ?               | ?               |                    |                    |                    |             |             |             |        |        |
| set.-nov. 1990     | Cagliari           | A          | 3          | 0          |                 | ?               | ?               |                    |                    |                    |             |             |             |        |        |
| Totale Cagliari    | Totale Cagliari    |            | 71         | 2          |                 |                 |                 |                    |                    |                    |             |             |             |        |        |
| nov. 1990-1991     | Brescia            | B          | 26         | 0          |                 | ?               | ?               |                    |                    |                    |             |             |             |        |        |
| 1991-1992          | Brescia            | B          | 34         | 2          |                 | ?               | ?               |                    |                    |                    |             |             |             |        |        |
| 1992-1993          | Brescia            | A          | 25         | 0          |                 | ?               | ?               |                    |                    |                    |             |             |             |        |        |
| set.-nov. 1993     | Lazio              | A          | 6          | 0          |                 | ?               | ?               |                    |                    |                    |             |             |             |        |        |
| nov. 1993-1994     | Atalanta           | A          | 14         | 0          |                 | ?               | ?               |                    |                    |                    |             |             |             |        |        |
| 1994-1995          | Cosenza            | B          | 31         | 0          |                 | ?               | ?               |                    |                    |                    |             |             |             |        |        |
| 1995-1996          | Cosenza            | B          | 35         | 2          |                 | ?               | ?               |                    |                    |                    |             |             |             |        |        |
| Totale Cosenza     | Totale Cosenza     |            | 66         | 2          |                 |                 |                 |                    |                    |                    |             |             |             |        |        |
| 1996-1997          | Brescia            | B          | 32         | 0          |                 | ?               | ?               |                    |                    |                    |             |             |             |        |        |
| 1997-1998          | Brescia            | A          | 24         | 0          |                 | ?               | ?               |                    |                    |                    |             |             |             |        |        |
| Totale Brescia     | Totale Brescia     |            | 141        | 2          |                 |                 |                 |                    |                    |                    |             |             |             |        |        |
| 1998-1999          | Cremapergo         | C2         | 13         | 0          |                 | ?               | ?               |                    |                    |                    |             |             |             |        |        |
| Totale carriera    | Totale carriera    |            | 516        | 7          |                 | ?               | ?               |                    | 0                  | 0                  |             | 0           | 0           | 516+   | 7+     |

### Statistiche da allenatore
Statistiche aggiornate al 18 febbraio 2023.
| Stagione            | Squadra             | Campionato          | Campionato | Campionato | Campionato | Campionato | Coppe nazionali | Coppe nazionali | Coppe nazionali | Coppe nazionali | Coppe nazionali | Coppe continentali | Coppe continentali | Coppe continentali | Coppe continentali | Coppe continentali | Altre coppe | Altre coppe | Altre coppe | Altre coppe | Altre coppe | Totale | Totale | Totale | Totale | % Vittorie | Piazzamento    |
| Stagione            | Squadra             | Comp                | G          | V          | N          | P          | Comp            | G               | V               | N               | P               | Comp               | G                  | V                  | N                  | P                  | Comp        | G           | V           | N           | P           | G      | V      | N      | P      | %          | Piazzamento    |
| ------------------- | ------------------- | ------------------- | ---------- | ---------- | ---------- | ---------- | --------------- | --------------- | --------------- | --------------- | --------------- | ------------------ | ------------------ | ------------------ | ------------------ | ------------------ | ----------- | ----------- | ----------- | ----------- | ----------- | ------ | ------ | ------ | ------ | ---------- | -------------- |
| lug.-ott. 2007      | Arezzo              | C1                  | 10         | 3          | 3          | 4          | CI-C            | 4               | 1               | 0               | 3               |                    | -                  | -                  | -                  | -                  |             | -           | -           | -           | -           | 14     | 4      | 3      | 7      | 28,57      | Esonerato      |
| gen.-giu. 2009      | Darfo Boario        | D                   | 18         | 5          | 7          | 6          | CI-D            | -               | -               | -               | -               |                    | -                  | -                  | -                  | -                  |             | -           | -           | -           | -           | 18     | 5      | 7      | 6      | 27,78      | Subentrato, 8º |
| 2009-2010           | Darfo Boario        | D                   | 34+2       | 14+1       | 12         | 8+1        | CI-D            | 1               | 0               | 0               | 1               |                    | -                  | -                  | -                  | -                  |             | -           | -           | -           | -           | 37     | 15     | 12     | 10     | 40,54      | 4º             |
| 2010-apr. 2011      | Darfo Boario        | D                   | 32         | 13         | 10         | 9          | CI-D            | 1               | 0               | 1               | 0               |                    | -                  | -                  | -                  | -                  |             | -           | -           | -           | -           | 33     | 13     | 11     | 9      | 39,39      | Esonerato      |
| Totale Darfo Boario | Totale Darfo Boario | Totale Darfo Boario | 86         | 33         | 29         | 24         |                 | 2               | 0               | 1               | 1               |                    |                    |                    |                    |                    |             |             |             |             |             | 88     | 33     | 30     | 25     | 37,50      |                |
| dic. 2011-2012      | Seregno             | D                   | 20+2       | 7+1        | 6+1        | 7          | CI-D            | -               | -               | -               | -               |                    | -                  | -                  | -                  | -                  |             | -           | -           | -           | -           | 22     | 8      | 7      | 7      | 36,36      | Sub., 16º      |
| dic. 2012-2013      | Trento              | D                   | 23         | 5          | 7          | 11         | CI-D            | -               | -               | -               | -               |                    | -                  | -                  | -                  | -                  |             | -           | -           | -           | -           | 23     | 5      | 7      | 11     | 21,74      | Sub., 18º      |
| ott. 2013-2014      | AlzanoCene          | D                   | 26+1       | 8          | 7          | 11+1       | CI-D            | -               | -               | -               | -               |                    | -                  | -                  | -                  | -                  |             | -           | -           | -           | -           | 27     | 8      | 7      | 12     | 29,63      | Sub., 15º      |
| gen.-giu. 2015      | Piacenza            | D                   | 19+2       | 12+1       | 5          | 2+1        | CI-D            | -               | -               | -               | -               |                    | -                  | -                  | -                  | -                  |             | -           | -           | -           | -           | 21     | 13     | 5      | 3      | 61,90      | Subentrato, 4º |
| ott. 2015-2016      | Lecco               | D                   | 32+2       | 20         | 10+2       | 2          | CI-D            | 1               | 0               | 1               | 0               |                    | -                  | -                  | -                  | -                  |             | -           | -           | -           | -           | 35     | 20     | 13     | 2      | 57,14      | Subentrato, 2º |
| ott. 2016-feb. 2017 | Lumezzane           | LP                  | 16         | 3          | 5          | 8          | CI-LP           | -               | -               | -               | -               |                    | -                  | -                  | -                  | -                  |             | -           | -           | -           | -           | 16     | 3      | 5      | 8      | 18,75      | Sub., Eson.    |
| dic. 2017-2018      | Pergolettese        | D                   | 19+2       | 11+1       | 5+1        | 3          | CI-D            | -               | -               | -               | -               |                    | -                  | -                  | -                  | -                  |             | -           | -           | -           | -           | 21     | 12     | 6      | 3      | 57,14      | Subentrato, 4º |
| ott. 2018-gen.2019  | Trento              | D                   | 15         | 2          | 6          | 7          | CI-D            | -               | -               | -               | -               |                    | -                  | -                  | -                  | -                  |             | -           | -           | -           | -           | 15     | 2      | 6      | 7      | 13,33      | Sub., Eson.    |
| Totale Trento       | Totale Trento       | Totale Trento       | 38         | 7          | 13         | 18         |                 | 0               | 0               | 0               | 0               |                    |                    |                    |                    |                    |             |             |             |             |             | 38     | 7      | 13     | 18     | 18,42      |                |
| 2019-2020           | Savona              | D                   | 16         | 8          | 4          | 4          | CI-D            | 1               | 0               | 1               | 0               |                    | -                  | -                  | -                  | -                  |             | -           | -           | -           | -           | 17     | 8      | 5      | 4      | 47,06      | Sub.           |
| nov. 2020-apr. 2021 | Pergolettese        | C                   | 26         | 9          | 4          | 13         | -               | -               | -               | -               | -               |                    | -                  | -                  | -                  | -                  |             | -           | -           | -           | -           | 26     | 9      | 4      | 13     | 34,62      | Sub., Eson.    |
| Totale Pergolettese | Totale Pergolettese | Totale Pergolettese | 47         | 21         | 10         | 16         |                 | -               | -               | -               | -               |                    |                    |                    |                    |                    |             |             |             |             |             | 47     | 21     | 10     | 16     | 44,68      |                |
| nov. 2021-2022      | Lecco               | C                   | 23+1       | 11         | 5          | 7+1        | CI-C            | -               | -               | -               | -               | -                  | -                  | -                  | -                  | -                  | -           | -           | -           | -           | -           | 24     | 11     | 5      | 8      | 45,83      | Sub., 6º       |
| Totale Lecco        | Totale Lecco        | Totale Lecco        | 58         | 31         | 17         | 10         |                 | 1               | 0               | 1               | 0               |                    |                    |                    |                    |                    |             |             |             |             |             | 59     | 31     | 18     | 10     | 52,54      |                |
| ott. 2022-2023      | Città di Varese     | D                   | 19         | 4          | 4          | 11         | CI-D            | 3               | 2               | 0               | 1               | -                  | -                  | -                  | -                  | -                  | -           | -           | -           | -           | -           | 22     | 6      | 4      | 12     | 27,27      | Sub., Eson.    |
| Totale carriera     | Totale carriera     | Totale carriera     | 360        | 139        | 104        | 117        |                 | 11              | 3               | 3               | 5               |                    |                    |                    |                    |                    |             |             |             |             |             | 371    | 142    | 107    | 122    | 38,27      |                |

## Palmarès

### Giocatore
- Campionato italiano Serie C1: 1

Cagliari: 1988-1989 (girone B)
- Coppa Italia Serie C: 1

Cagliari: 1988-1989
- Campionato italiano di Serie B: 2

Brescia: 1991-1992, 1996-1997